# Benedictus van Haeften

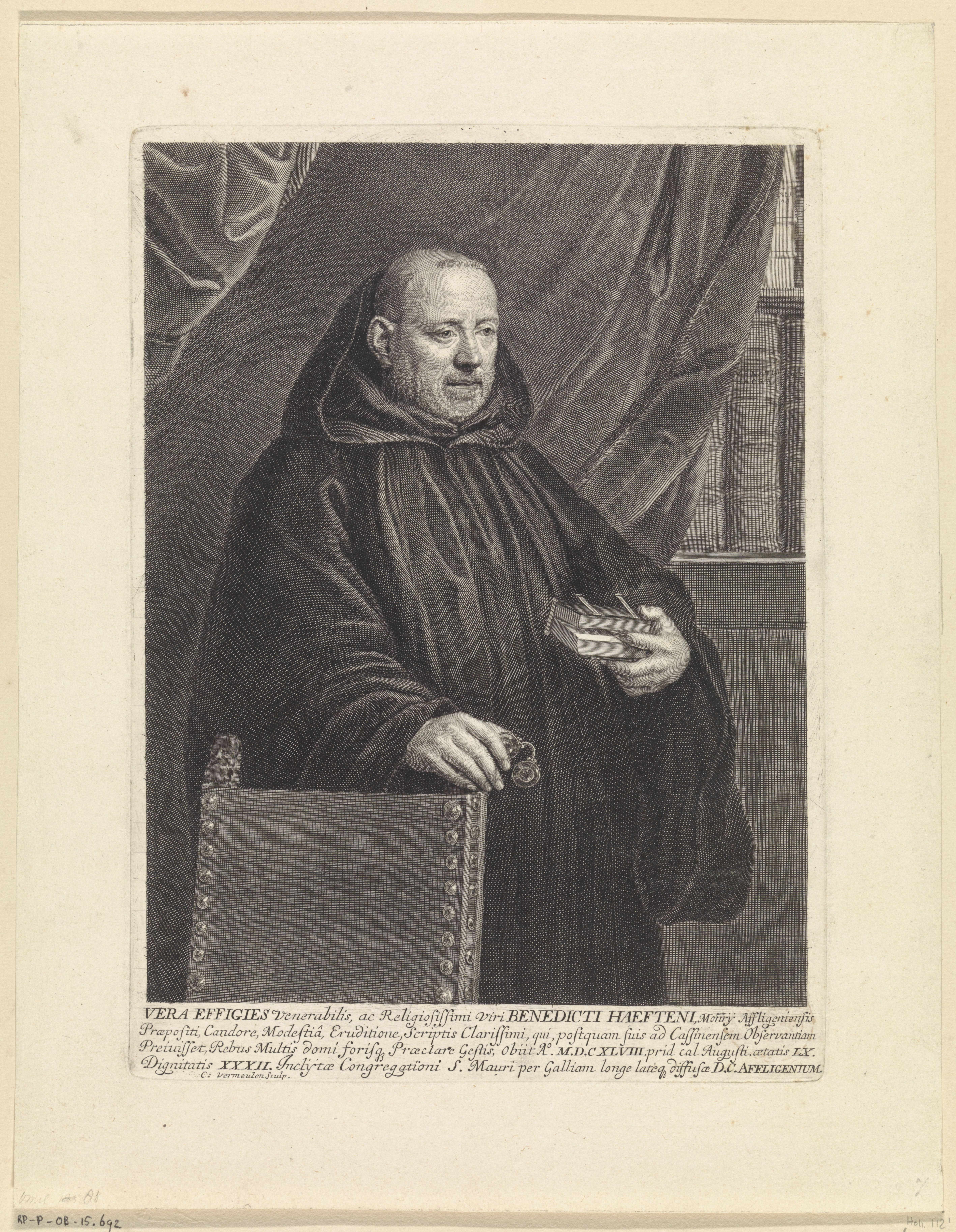
«Vera effigies Venerabilis, ac Religiosissime viri Benedicti Haefteni...», grabado de Cornelis Vermuelen.

Benedictus van Haeften (Utrecht, 1588-Spa, 1648) fue un monje benedictino, escritor ascético y prepósito de la abadía de Affligem. 

## Biografía
Tras cursar estudios de filosofía y teología en la Universidad de Lovaina, en 1609 ingresó en la abadía benedictina de Affligem, en la que en 1613 recibió la ordenación sacerdotal. Prior de su abadía en 1616, en 1618 el arzobispo de Malinas Matthias Hovius, que era al mismo tiempo abad de Affligem, lo nombró prepósito o abad adjunto. Bajo su dirección Affliigem emprendió un proceso de reforma monástica, uniéndose aunque por un breve periodo a la regla más estricta de la congregación de Saint-Vith y Saint-Nidulphe, en Lorena, donde Haeften siguió un noviciado de un año en 1627. A esta cuestión de la regla monástica y el gobierno de san Benito de Nursia dedicó un profundo estudio de erudición histórica. Falleció el 31 de julio de 1648 en Spa, a donde se había retirado para seguir una cura de reposo.

## Obra
De Benedictus van Haeften salieron publicadass en vida o inmediatamente trass su muerte siete obras, habiéndose conservado en su abadía de Affligem algún manuscrito sin publicar: Paradisus sive Viridarium Catechisticum, odis sive cantionibus belgicis et latinis, ad musicos tonos affabrè reductis, confitum, Amberes, 1622, obra rara, redactada para explicar el nuevo catecismo de Malinas con poemas y canciones, de la que podría haber salido una primera edición en Ámsterdam en 1619; Schola cordis, 1629; Propugnaculum Reformationis monastica ordinis S. Benedicti, sin fecha ni lugar de impresión, acerca de la propugnada reforma de la orden; Panis quotidianus sive meditationes sacræ in singulos anni dies distrïbutæ, Amberes, 1634; Regia via crucis, Amberes, 1635; Disquisitiones monasticæ, quibus S. Benedicti régula et religiosorum rituum antiquitates variæ dilucidantur, præmissa S. Benedicti vita, Amberes, 1644, sobre la vida y la regla de san Benito, y Venatio sacra, sive de arte quœrendi Deum libri XII, publicado póstumamente en Amberes en 1650.
Haeften es recordado principalmente por dos de esos libros, ilustrados con emblemas a la manera de los Amoris divini emblemata de Otto Vaenius y el Pia desideria de Herman Hugo, cuyos asuntos giran en torno a dos motivos centrales: el corazón, al que dedica Schola cordis en el mismo siglo en el que Juan Eudes y Margarita María Alacoque dan impulso a la devoción al Sagrado Corazón de Jesús, y la cruz, eje de Regia via crucis,

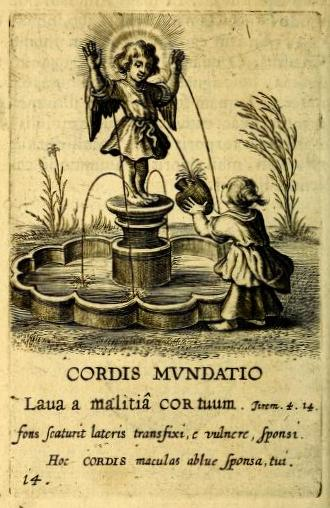
Benedictus van Haeften, Schola cordis, lectio XIV, «Cordis mundatio». Amberes, 1635.

### Schola cordis
Schola cordis. Sive aversi a deo cordis ad eundem reductio, et instructio..., Amberes, 1629, varias veces reimpreso. Grabados atribuidos a Boëtius à Bolswert cuyo nombre aparece en el frontispicio de la primera edición de 1629: «Antverpiæ Vulgauit Boëtius à Bolswert, 1629: Typis Hieronymi Verdussi». En sus emblemas el Niño Jesús o Amor divino alado y el Ánima en figura de doncella someten al corazón a todo tipo de pruebas para que abandonando la locura y vanidad mundanas se convierta a Dios hasta alcanzar la perfecta unión, cuando Amor y Alma atan sus corazones (emblema 38: Cordium unio), lo que va a permitir el descanso, quietud del Alma en brazos del Amor (emblema 39: Cordis quies).
Traducción castellana: Escuela del corazón, instrucción para que el corazón averso se convierta à Dios, que escribió en Latín el P.D. Benito Haesteno, prior del monasterio afliginiense, del orden de S. Benito. Y ha traducido en castellano fray Diego Mecolaeta, monge de la congregación de S. Benito de España; y dedica al rmo. padre maestro fr. Benito Pañelles, general de la misma congregación, en Madrid, en la Imprenta Real, por Joseph Rodríguez de Escobar, 1720. De esta traducción se hicieron nuevas ediciones en 1748, con grabados calcográficos firmados en algún caso «Andrade fc.» y «Casanova M. fc. M.ti», y en 1791, por Blas Román. Varios de sus grabados, junto con algún otro tomado del Pia desideria, fueron empleados en los dibujos de los azulejos de cobalto sobre fondo blanco que decoran la sacristía del convento de Santo António de Varatojo, Torres Vedras, del segundo cuarto del siglo XVIII, atribuidos al taller lisboeta de Policarpo de Oliveira Bernardes.
Una reinterpretación de las imágenes de Bolswert, repitiendo sus mismas posturas aunque el Amado y el Ánima se figuran desnudos y de más edad, hizo José Moreno Villa en una serie de doce dibujos reunidos con el mismo título Schola cordis conservados en la Biblioteca Nacional, de los que cinco aparecieron publicados en el número dos de la revista Litoral (diciembre de 1926) con los lemas de Van Haeften y breves composiciones poéticas, de tres o cuatro versos cada una, pero transformando la lectio divina del benedictino en lección de amor humano.

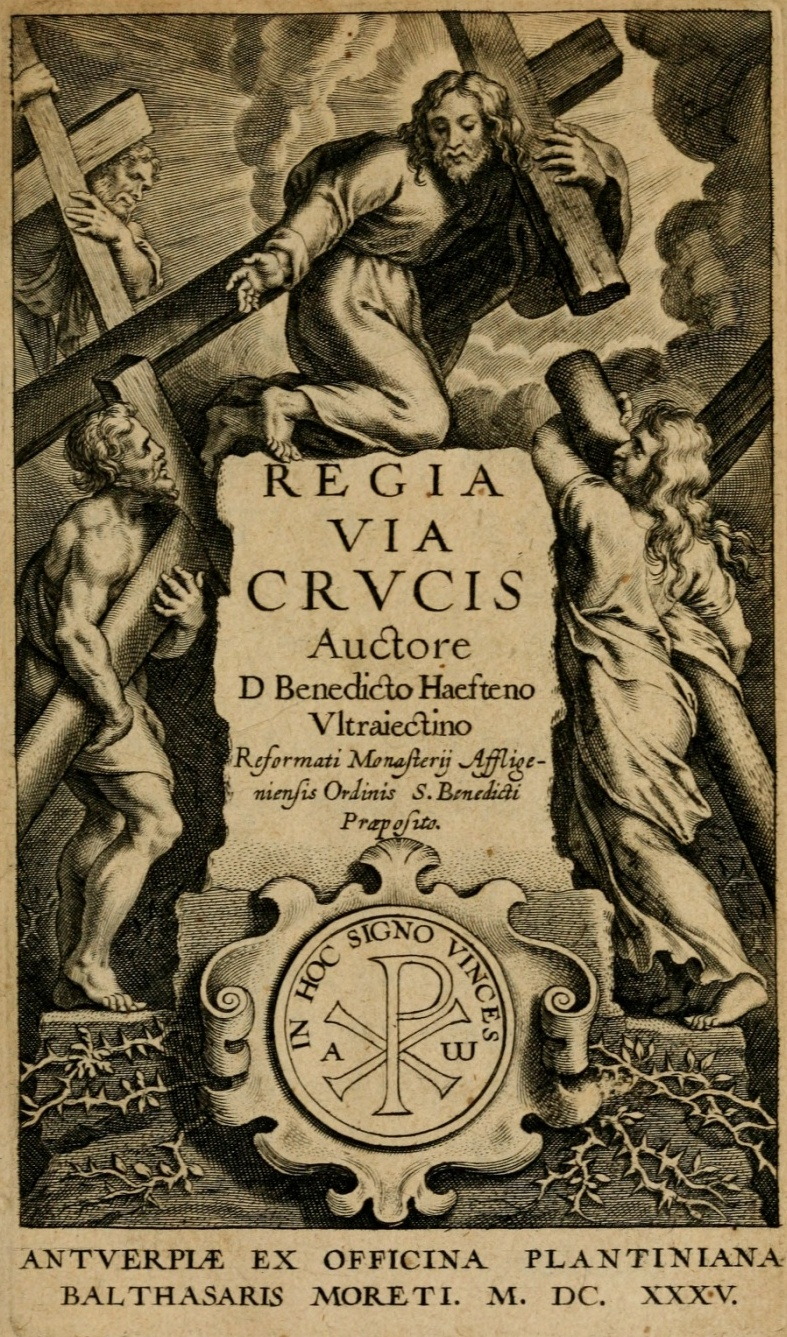
Página de título de Regia via crucis, Amberes, 1635. Grabado de Cornelis Galle I según diseño de Peter Paul Rubens.

### Regia via crucis
Regia via crucis, Amberes: ex officina Plantiniana Balthasaris Moreti, 1635. Aunque no firmados, se ilustra con grabados de Cornelis Galle I según dibujos de Peter Paul Rubens, como se desprende de la correspondencia de Balthasar Moretus. 
Dedicado a santa Teresa de Jesús, Staurofila, es decir, la amiga o amante de la cruz —que en las imágenes adopta el papel del Ánima en los emblemas del Pia desideria— se deja guiar a lo largo de los tres libros y cuarenta y ocho capítulos de los que consta la obra por el Amor Divino —o el Niño Jesús— atendiendo a las palabras de Cristo: «Si alguno quiere venir en pos de mí, niéguese a sí mismo, tome su cruz de cada día, y sígame» (Lucas 9, 23), para recorrer con él un arduo camino, que empieza lleno de cruces, para alcanzar por la vía de la penitencia y el desistimiento de todo lo mundano a la perfecta unión con Cristo, clavada por él y con él en la cruz conforme al texto paulino: «Estoy crucificado con Cristo, y ya no vivo yo, pues es Cristo el que vive en mi» (Gálatas 2, 19-20). 
Juan de Palafox, siendo obispo de Osma, barajó la posibilidad de realizar una traducción de este libro aunque finalmente optó por la redacción de un nuevo texto que tituló Peregrinación de Philotea al Santo Templo, y Monte de la Cruz, compuesto entre abril y julio de 1657 y, según reconocía en el prólogo, basándose en la obra del benedictino. De la traducción castellana se encargó finalmente fray Martín de Herze, que tituló su trabajo Camino Real de la Cruz y salió publicado a cargo de Joseph Rodríguez de Escobar en la Imprenta Real, Madrid, 1721, con grabados de Juan Bernabé Palomino, copia de los originales. Segunda impresión, en la imprenta de Eugenio Bieco, 1755. Tercera impresión, también en Madrid, por Blas Román, 1785, con grabados firmados por Manuel Albuerne según dibujos de Juan Moreno de Tejada a partir de las ilustraciones originales. Una última edición, de carácter popular, salió en Valladolid ya a finales de la centuria, impresa por Juan Godínez: Camino real de la Cruz, que compuso en latín el P.D. Benedicto Haesteno, Monge de la religión de S. Benito. Y traducido en castellano por el M. R. P. Mro. fray Martin de Herze... Ilustrado con treinta y siete hermosas Láminas. Sin fecha, pero no antes de 1799 pues aunque las aprobaciones y suma de tasas llevan el año de la primera edición madrileña, el primero de los grabados, xilografías rudas inspiradas en las estampas originales, va firmado «J. Taulo ft. Barna 1799».
Como en el caso de Schola cordis, a la popularidad de la obra, atestiguada por el número de sus ediciones y traducciones, contribuyó la calidad de sus grabados, que serán copiados o servirán de fuente de inspiración para otros artistas, como se encuentra en las figuras representadas en las esquinas de un óleo dedicado al Buen Pastor conservado en el Museo del Monasterio de las Conceptas de Cuenca (Ecuador), en un conjunto de treinta paneles cerámicos conservados en el Museo del Azulejo de Lisboa, de procedencia desconocida, o en una serie de ocho lienzos de escuela aragonesa pintados para el claustro bajo del convento de la Purísima Concepción y san Blas de Miedes (Zaragoza), en el que la devoción a la cruz tenía gran protagonismo pues en él se conservaba como reliquia una cruz que, según se decía, la misma Virgen había entregado a una de las monjas recluidas en su clausura, sor Inés de Jesús, nacida el día de Viernes Santo de 1630 y fallecida en 1671, después de treinta y tres años de religiosa.